# 段端武
段端武（1949年8月—），安徽涡阳人，原北京军区副司令员，中将军衔。
1965年入伍，1969年加入中国共产党。曾担任过第27集团军79师副参谋长、参谋长，80师师长，第63集团军参谋长等职。2000年出任山西省军区司令员、山西省委常委。2003年调任天津警备区司令员、天津市委常委。2006年起又任河北省军区司令员、河北省委常委。2007年10月升任北京军区副司令员。2009年7月晋升为中将军衔。2012年12月，因年龄原因卸任北京军区副司令员。